# 劉瑀
劉瑀（1431年—1503年），字汝器，號静菴，直隸保定府蠡縣人，明朝政治人物。進士出身。

## 生平
景泰七年（1456年）丙子科順天府鄉試第七十四名。成化二年（1466年）丙戌科會試第三百十名，殿試登進士第三甲第十五名。初授试监察御史。出巡陕西，监臨鄉試。升蘇州府知府，成化二十年二月升山西布政司左参政，二十二年五月因潞城知县王浚一案降四川保宁府知府。弘治元年（1488年）正月复原官，二年五月升福建右布政使，三年八月升山西左布政使，四年四月升都察院右副都御史总督南京粮储，六年六月乞致仕。十六年二月二十六日卒，年七十三。

## 家族
曾祖劉福覺。祖父劉士美。父亲劉亨，曾任典史。